# Havrîlivți, Camenița
Havrîlivți (în ucraineană Гаврилівці) este un sat în comuna Ruda din raionul Camenița, regiunea Hmelnîțkîi, Ucraina.

## Demografie
Componența lingvistică a localității Havrîlivți
     Ucraineană (99,87%)
     Alte limbi (0,13%)
Conform recensământului din 2001, majoritatea populației localității Havrîlivți era vorbitoare de ucraineană (99,87%), existând în minoritate și vorbitori de alte limbi.